# Malcolm Lowry
Clarence Malcolm Lowry (28. července 1909 – 26. června 1957) byl anglický básník a spisovatel, který se proslul především svojí knihou Under the Volcano (česky: Pod sopkou) z roku 1947. Na filmové plátno knihu převedl roku 1984 John Huston (s Albertem Finneyem a Jacqueline Bissetovou v hlavních rolích). Za jeho života mu vyšly jen dvě novely, krom Pod sopkou ještě Ultramarine roku 1933. Řada prací, zejména básní, však ještě vyšla posmrtně.